# José Antonio Mateos García
José Antonio Mateos García (San Fernando, 27 de febrer de 1971) és un exfutbolista andalús que jugava com a defensa.
Va destacar a les files del Cadis CF, equip amb el qual va sumar 59 partits a primera divisió (34 la temporada 91/92 i 25 a la següent). També va militar amb el conjunt andalús a Segona Divisió.